# Deroplia schurmanni
Deroplia schurmanni là một loài bọ cánh cứng trong họ Cerambycidae.